# الفردو اسپیگا
الفردو اسپیگا (انگلیسی: Alfredo Espiga; ۱۱ اکتبر ۱۹۲۳ – ۲۲ اوت ۱۹۵۱) بازیکن فوتبال اهل اسپانیا بود.
از باشگاه‌هایی که در آن بازی کرده‌است می‌توان به باشگاه فوتبال سابادل و باشگاه فوتبال بارسلونا اشاره کرد.